# 26295 Vilardi
26295 Vilardi este un asteroid din centura principală de asteroizi.

## Descriere
26295 Vilardi este un asteroid din centura principală de asteroizi. A fost descoperit pe 26 septembrie 1998 la Socorro, New Mexico, în cadrul proiectului LINEAR. Asteroidul prezintă o orbită caracterizată de o semiaxă mare de 2,40 ua, o excentricitate de 0,19 și o înclinație de 2,9° în raport cu ecliptica.